# Allergy
Allergy (ook Acta allergologica) is een internationaal, aan collegiale toetsing onderworpen wetenschappelijk tijdschrift op het gebied van de allergieën en immunologie. Met een impactfactor van 5,995 in 2013 is het een van de best geciteerde tijdschriften op het gebied van allergieën. Het wordt uitgegeven door Wiley-Blackwell namens de European Academy of Allergy and Clinical Immunology en verschijnt maandelijks. Het eerste nummer verscheen in 1948.